# 本寧頓 (內布拉斯加州)
本寧頓（英語：Bennington）是位於美國內布拉斯加州道格拉斯縣的城市。

## 人口
根據2020年美國人口普查的數據，本寧頓的面積為1.73平方千米，當中陸地面積為1.71平方千米，而水域面積為0.02平方千米。當地共有人口2026人，而人口密度為每平方千米1,171人。